# Eumerus montivagus
Eumerus montivagus är en tvåvingeart som beskrevs av Peck 1985. Eumerus montivagus ingår i släktet månblomflugor, och familjen blomflugor. Inga underarter finns listade i Catalogue of Life.